# Alarma d'incendi

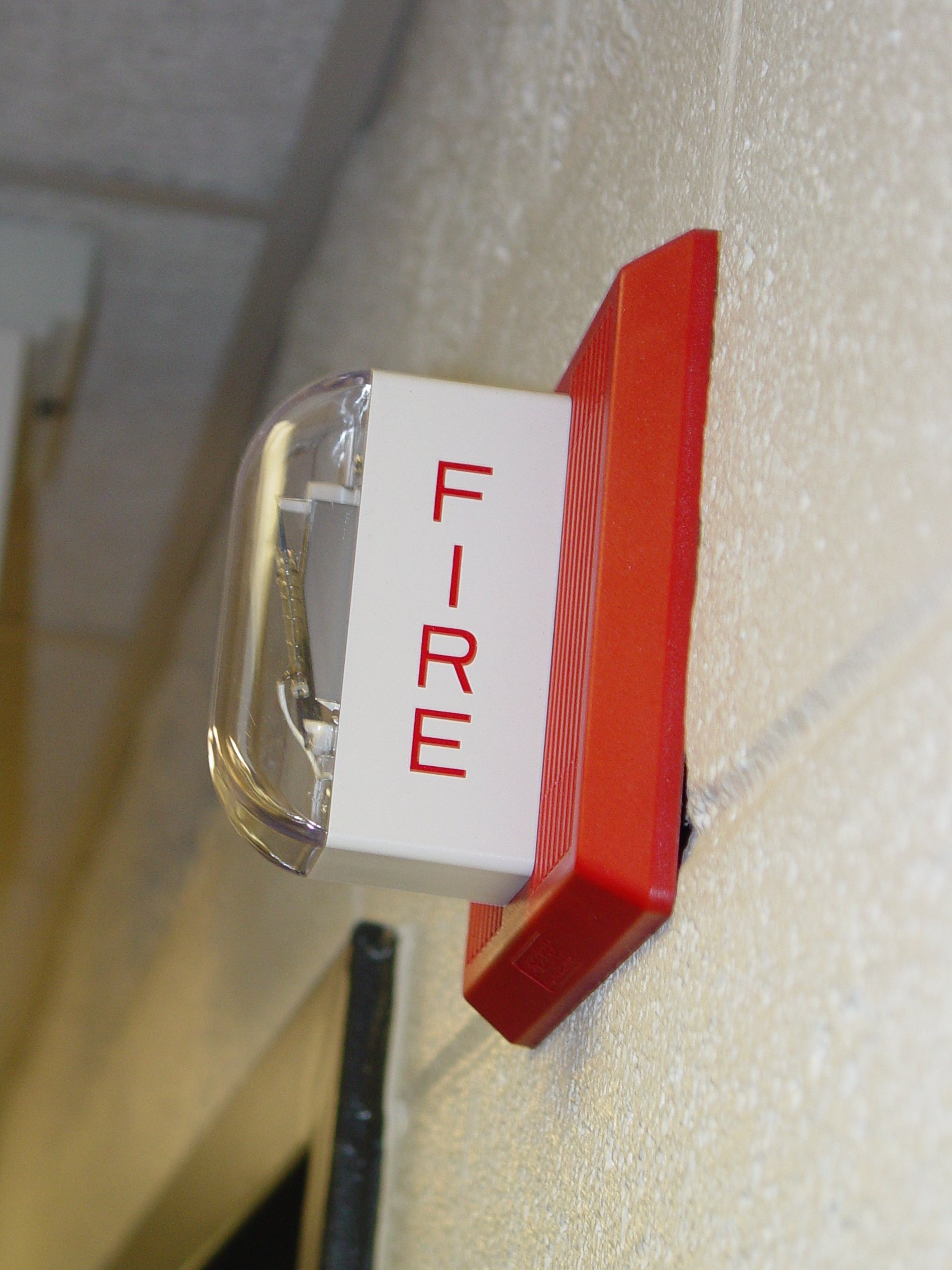
Una alarma d'incendi.

Una alarma d'incendi és una protecció contra el foc que s'activa quan un sensor detecta un esdeveniment, sigui aquest fum o un canvi brusc de la temperatura. Aquest dispositiu pot ser electromecànic, electrònic, de campana o de clàxon. Tot aquest equip de dispositius adverteix a la gent d'un edifici, d'unes oficines, d'un local, etc., d'un possible incendi, per realitzar l'evacuació. Les alarmes d'incendi poden produir diverses classes de sons. L'equip adverteix a la gent d'un edifici d'un possible incendi, per a realitzar l'evacuació. Algunes alarma d'incendi poden produir diverses diverses classes de sons, incloent-hi el patró temporal Code-3:
- pols de 0,5 segons
- pausa de 0,5 segons
- pols de 0,5 segons
- pausa de 0,5 segons
- pausa d'1,5)

que va ser dissenyat per ser un patró diferent, i es va utilitzar només per als propòsits de l'evacuació.